# سانت أوربانو
سانت أوربانو (بالإيطالية: Sant'Urbano)‏ هي بلدية في مقاطعة باذوة، في فنيتة بشمال شرق إيطاليا، وتقع على بعد 60 كيلومترًا (37 ميلًا) جنوب غرب مدينة البندقية و35 كيلومترًا (22 ميلًا) جنوب غرب باذوة.